# Macintosh
Macintosh, abreviado como Mac, es la línea de ordenadores (o computadoras) personales diseñada, desarrollada y comercializada por Apple Inc. En sus inicios fue una alternativa económica y doméstica al Lisa, un avanzado microordenador empresarial, cuya línea de desarrollo fue absorbida por la línea Macintosh. El Mac terminó por convertirse en la línea estándar de desarrollo de los ordenadores de Apple, al desaparecer la línea evolutiva del Apple II.
El Macintosh 128K, llamado así a cuenta de sus 128 KiB de memoria RAM, fue lanzado el 24 de enero de 1984. Fue el primer ordenador personal que se comercializó con éxito que usaba una interfaz gráfica de usuario (GUI) y un ratón en vez de la línea de comandos. Sus características técnicas revolucionaron la industria de los ordenadores a mediados de la década de 1980, manteniendo su línea evolutiva de desarrollo hasta el día de hoy.
La gama de productos Mac en la actualidad varía desde el básico Mac Mini de escritorio hasta los servidores de rango medio como Mac Pro. Los sistemas Mac tienen como objetivo principal de mercado el hogar, la educación y la creatividad profesional. La producción de Mac está basada en un modelo de integración vertical en los que Apple proporciona todos los aspectos de su hardware y crea su propio sistema operativo, que viene preinstalado en todos los Mac. Esto contrasta con los PC preinstalados con Microsoft Windows, donde un vendedor proporciona el sistema operativo y múltiples vendedores el hardware. En ambos casos, el hardware permite el funcionamiento de otros sistemas operativos: A partir de 1998, los Mac son capaces de soportar sistemas operativos como Linux, FreeBSD y Windows. En la actualidad también es posible modificar el sistema operativo de Apple para hacerlo compatible con la mayoría de hardware existente; es el llamado movimiento OSx86.
Los primeros Macintosh estaban basados en los microprocesadores de la familia Motorola MC68000, con tecnología CISC. En marzo de 1994, Apple introdujo en la gama Macintosh los chips PowerPC del Consorcio Apple-IBM-Motorola, que suponían el cambio a la tecnología RISC. En 2006, Apple inició la transición desde la línea de PowerPC a los procesadores Intel con arquitectura x86. Los Mac actuales usan la serie de microprocesadores Intel Core i3, Intel Core i5, Intel Xeon e Intel Core i7. Todos los modelos de Mac actuales vienen con una versión nativa de la última versión de macOS, que en noviembre de 2020 se actualizó a su última versión, macOS "Big Sur".
Cabe aclarar que en 2019 en adelante ya Apple diseña y usa sus propios procesadores como el Apple M1 o actualmente el Apple M4, el cual es el último en su versión más avanzada, su potencia es comparada con un Intel Core i9 de última generación.

## Historia

### 1978-1983: El Desarrollo

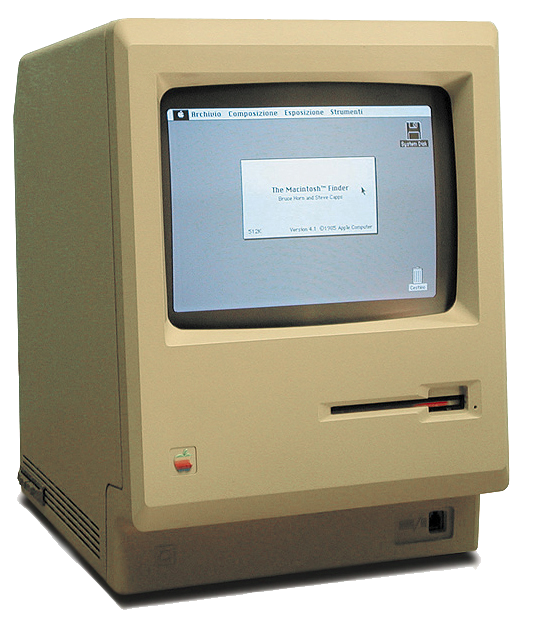
Macintosh 128K, el primer ordenador Macintosh, lanzado en 1984

El proyecto Macintosh arrancó a finales de los años 70 con Jef Raskin, un empleado de Apple que visualizó un ordenador de bajo coste y fácil de usar para el consumidor medio. Raskin quería que el nombre del equipo fuera el de su tipo favorito de manzana, la McIntosh, pero no pudo por razones legales, ya que estaba demasiado cerca, fonéticamente, al del fabricante de equipos de audio McIntosh. Steve Jobs pidió la liberación del nombre para que Apple pudiera usarlo, pero se le negó, obligando a Apple a comprar finalmente los derechos para usar el nombre. Se autorizó a Raskin para iniciar el proyecto en septiembre de 1979, y comenzó a buscar un ingeniero que pudiera construir un prototipo. Bill Atkinson, miembro del equipo de Apple Lisa (una máquina similar, pero de gama más alta), le presentó a Burrell Smith, un técnico autodidacta de servicio que había sido contratado a principios de ese año. Con los años, Raskin fue reuniendo un gran equipo de desarrollo que diseñó y construyó el hardware y software original del Macintosh. Además de Raskin, Atkinson y Smith, en el equipo estaban George Crow, Chris Espinosa, Joanna Hoffman, Bruce Horn, Susan Kare, Andy Hertzfeld, Guy Kawasaki, Daniel Kottke, y Jerry Manock.
La primera placa de Smith para el Macintosh se construyó con las especificaciones de diseño de Raskin: tenía 64 KiB de memoria RAM, utilizaba el microprocesador Motorola 6809E y era capaz de soportar un mapa de bits de 256 × 256 píxeles en negro-blanco. Bud Tribble, un programador de Macintosh, se interesó en que funcionaran los programas gráficos del Lisa en el Macintosh y pidió a Smith si podía incorporar el microprocesador Motorola 68000, que usaba el Lisa, en el Mac si se mantenían los costos de producción bajos. En diciembre de 1980, Smith había tenido éxito en el diseño de una placa que no solo utilizaba el 68000, sino que aumentó su velocidad de 5 MHz a 8 MHz; esta placa también tenía la capacidad de admitir una pantalla de 384 × 256 píxeles. El diseño de Smith utilizaba menos chips de RAM que el de Lisa y esto hizo que la producción de la placa fuera mucho más rentable. El diseño final de Mac era "todo-en-uno" y tenía el lenguaje completo de imagen QuickDraw y su intérprete en 64 KiB de ROM, mucho más que la mayoría de otros equipos; además tenía 128 KiB de RAM, en forma de dieciséis chips de 64 Kibit de RAM soldada a la placa lógica. Aunque no tenía ranuras de memoria, su capacidad era ampliable a 512 KiB soldando dieciséis zócalos IC de 256 Kibit chips de RAM en lugar de los chips instalados de fábrica. La pantalla del producto final era de 9 pulgadas, monocromática, de 512x342 píxeles, superior a los prototipos. La máquina fue pionera también en la incorporación de disquetes de 3 1/2" fabricados por Sony, que se establecieron durante varios años en un estándar para el manejo y transporte de archivos
El diseño llamó la atención de Steve Jobs, cofundador de Apple. Al darse cuenta de que el Macintosh era más comercial que el Lisa, comenzó a centrar su atención en el proyecto. Raskin finalmente abandonó el proyecto Macintosh en 1981 durante un conflicto de personalidad con Jobs. Un miembro del equipo, Andy Hertzfeld, dijo que el diseño final de Macintosh estaba más cerca de las ideas de Jobs que las de Raskin Después de oír hablar de la pionera tecnología de interfaz gráfica de usuario, que se estaba desarrollando en Xerox PARC, Jobs había negociado una visita para ver al equipo Xerox Alto y las herramientas de desarrollo Smalltalk a cambio de opciones sobre acciones de Apple. Las interfaces de usuario del Lisa y del Macintosh se vieron influenciadas en parte por la tecnología que el equipo vio en el Xerox PARC y éstas se combinaron con las ideas propias del grupo de Macintosh. La Mac fue pionera, junto con el computador Lisa, en el empleo de un GUI, o interfaz gráfica de usuario, aunque ambas líneas de computadores no fueron compatibles. La razón de esto fue que los proyectos Macintosh y Lisa fueron líneas de desarrollo paralelas e incluso rivales dentro de la empresa Apple debido a la forma de enfocar el proceso de trabajo por parte de Jobs, que formó parte de ambos equipos. Jobs también contrató al diseñador industrial Hartmut Esslinger para trabajar en la línea Macintosh, dando como resultado la línea que se denominó en diseño "Snow White" (Blancanieves). Aunque Hartmut llegó demasiado tarde para los primeros Mac, esos conceptos de diseño se aplicaron en la mayoría de los ordenadores de Apple de mediados de los 80. Sin embargo, el liderazgo de Jobs en el proyecto Macintosh no duró mucho: en 1985, después de una lucha interna de poder con el nuevo CEO John Sculley, Jobs fue despedido de Apple, fundó NeXT, y no regresó hasta 1997, cuando Apple, doce años más tarde, adquirió NeXT y todos sus activos.

### 1983 - 1984: la presentación
El primer Macintosh, el Macintosh (No confundir con el tercero que fue llamado "Macintosh 128K" -versión económica del Macintosh 512K-), se anunció a la prensa en octubre de 1983, seguido por un dosier de 18 páginas incluidas en varias revistas en diciembre del mismo año. El 22 de enero de 1984 se presentó con el famoso anuncio de televisión dirigido por Ridley Scott «1984», que se emitió en el tercer cuarto de la XVIII Super Bowl, su producción tuvo un coste de US$1 500 000 (equivalente a $4 399 103 en 2023) y hoy en día se considera un hito y una obra maestra. El comercial «1984» utiliza una heroína sin nombre para representar la llegada de los Macintosh (indicado por un cuadro al estilo de Picasso de la computadora Macintosh de Apple en su camiseta blanca) como un medio de salvar a la humanidad de la «conformidad» de los intentos de IBM con su producto PC para dominar la industria de la informática. El anuncio alude a la novela de George Orwell, 1984, que describe un futuro distópico gobernado por un televisado «Gran Hermano».
Dos días después de que se emitiera el anuncio «1984», el Macintosh salió a la venta. Se suministraba con dos aplicaciones diseñadas para mostrar su interfaz gráfica: MacPaint y MacWrite. La primera demostración pública fue realizada por Steve Jobs en el primero de sus famosos discursos de las Keynote, y aunque el Mac obtuvo un seguimiento inmediato y entusiasta, algunos lo calificaron de mero «juguete», debido a que el sistema operativo fue diseñado en gran medida alrededor de la interfaz gráfica de usuario, las aplicaciones existentes para los interfaces textuales basados en líneas de comandos tenían que ser rediseñadas y el código de programación, reescrito. Esa era tarea que consumía mucho tiempo y muchos desarrolladores de software decidieron no llevarla a cabo. Posiblemente esta sea la razón por la cual hubo una ausencia inicial de software para el flamante Macintosh. Además, hay que tener en cuenta que, para crear software original para el Macintosh, hacía falta tener un Apple Lisa, crear el código y luego compilarlo para el Macintosh, y eso no estaba al alcance de cualquiera. En abril de 1984 Microsoft migró desde MS-DOS la hoja de cálculo MultiPlan y en enero de 1985, Microsoft Word. En 1985, Lotus presentó Jazz para la plataforma Macintosh tras el éxito de Lotus 1-2-3 para el IBM PC, aunque fue, en gran medida, un fracaso. Apple introdujo la Macintosh Office el mismo año que el anuncio de los lemmings. Este comercial es tristemente célebre por sus insultos a los potenciales clientes. El anuncio no tuvo éxito.

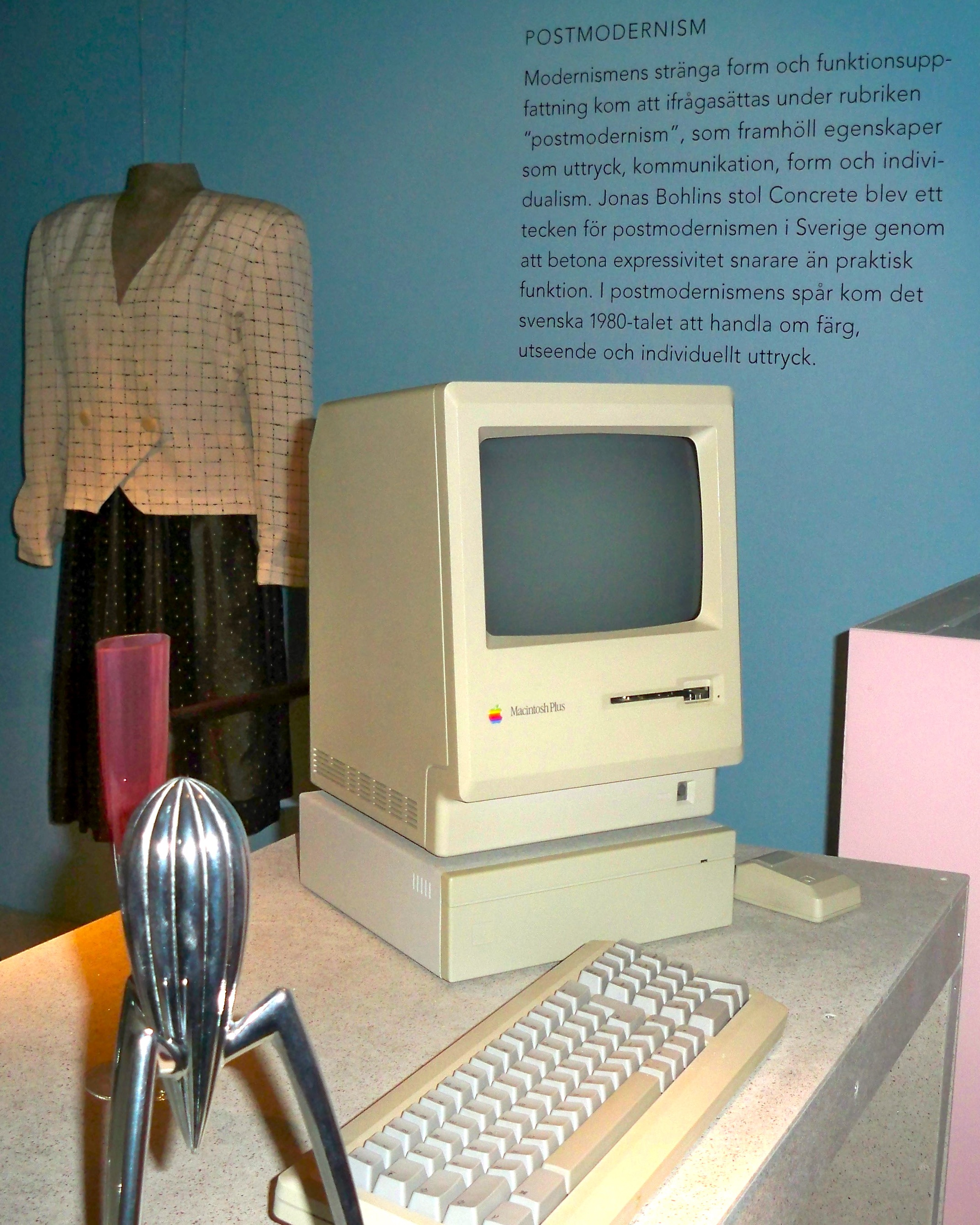
El Apple Macintosh Plus en el Design Museum de Gotemburgo, Suecia

Para una edición especial de la revista Newsweek después de las elecciones de noviembre de 1984, Apple gastó más de US$2 500 000 (equivalente a $7 331 839 en 2023) para comprar todas las secciones de publicidad de las 39 páginas de esta edición. Apple también publicó la promoción «Test Drive a Macintosh» (Prueba un Macintosh). Los potenciales compradores, con una tarjeta de crédito, podían llevarse a casa un Macintosh durante 24 horas y después devolverlo a un distribuidor. Mientras que 200 000 personas participaban, a los distribuidores no les gustaba la promoción: el suministro de ordenadores era insuficiente para la demanda y muchos fueron devueltos en condiciones tan malas que ya no podían ser vendidos. Esta campaña de marketing hizo que el CEO John Sculley tuviera que elevar el precio desde los USD1995 a los US$2495 (equivalente a $7317 en 2023)

### 1984 - 1990: La era de la autoedición
En 1984, la combinación del Mac, una impresora Apple LaserWriter, y el software MacPublisher o Aldus PageMaker, junto a la tecnología PostScript de Adobe y la capacidad WYSIWYG (What You See Is What You Get) permitió a los usuarios diseñar, pre-visualizar e imprimir diseños de páginas completas con texto y gráficos, una actividad que se conoce como autoedición. Inicialmente, la autoedición era un área que se realizaba exclusivamente en los Macintosh, pero con el tiempo llegó a estar disponible para otras plataformas. Más tarde, aplicaciones como Macromedia FreeHand, QuarkXPress, Adobe Photoshop y Adobe Illustrator reforzaron la posición del Mac como ordenador gráfico y contribuyeron a ampliar el emergente mercado de la autoedición.
Las limitaciones de memoria de los primeros Mac se hicieron rápidamente evidentes, incluso en comparación con otros ordenadores personales de 1984, y no se podían ampliar con facilidad. Carecían de una unidad de disco duro y los medios para fijar una con facilidad. Surgieron muchas empresas pequeñas para hacer frente al problema de memoria; estas ofrecían actualizaciones para el Mac de 128 KiB a 512 KiB, ampliación que requería la eliminación de los 16 chips de memoria que venían soldados con el equipo y su sustitución por chips de mayor capacidad, una operación tediosa que no siempre funcionaba. En octubre de 1985, Apple aumentó la memoria del Mac a 512 KiB y se ofreció una actualización para el Mac 128K que implicaba sustituir la placa lógica. En un intento por mejorar la conectividad, Apple lanzó el Macintosh Plus, el 10 de enero de 1986, al precio en Estados Unidos de 2600 dólares. Ofrecía un mebibyte de RAM, fácilmente ampliable a cuatro por el uso de placas de RAM de socket, y una interfaz SCSI que permitía hasta siete dispositivos periféricos, tales como discos duros y escáneres, que se podían conectar externamente al Mac. Su unidad de disquete incrementó su capacidad a 800 kB. El Mac Plus fue un éxito inmediato y se mantuvo en producción, sin cambios, hasta 15 de octubre de 1990. Estuvo a la venta poco más de cuatro años y diez meses, y fue el Macintosh más longevo en la historia de Apple.

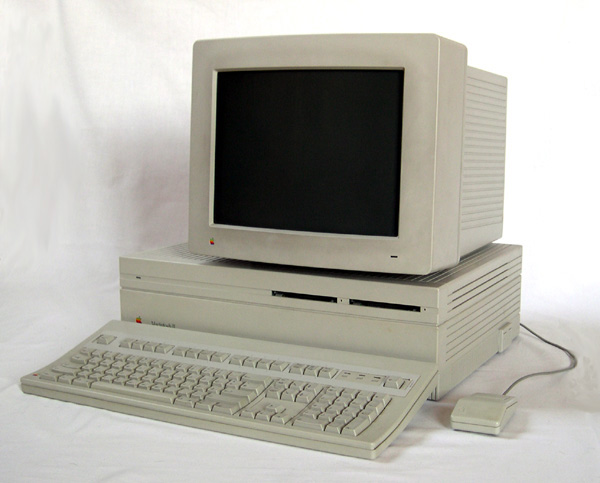
El Macintosh II, uno de los primeros modelos Macintosh expandibles

Con la introducción del Macintosh II, en 1987, Apple introdujo la nueva línea de procesadores de Motorola, el 68020, un procesador a 16 MHz que junto con el co-procesador matemático de coma flotante Motorola 68881 hacían de esta máquina una de las más rápidas. La principal mejora en el Macintosh II fue Color QuickDraw en la ROM, una versión del lenguaje gráfico en color, que era el corazón de la máquina. Entre las muchas innovaciones de Color QuickDraw, las más destacables fueron: la capacidad de manejar cualquier tamaño de pantalla, cualquier profundidad de color, y varios monitores.
El Macintosh II marcó el inicio de una nueva dirección para el Macintosh. Por primera vez tenía una arquitectura abierta con varias ranuras de expansión NuBus, soporte para gráficos en color y monitores externos, y un diseño modular, similar al PC de IBM. Tenía un disco duro interno y una fuente de alimentación con un ventilador, que inicialmente hacía bastante ruido. Un desarrollador independiente vendía un dispositivo para regular la velocidad del ventilador basado en un sensor de calor, pero anulaba la garantía. Los siguientes diseños Macintosh han ido silenciado sus fuentes de alimentación y discos duros.
En septiembre de 1986, Apple presentó el Macintosh Programmer's Workshop (Taller de Programador de Macintosh), o MPW que permitía a los desarrolladores de software crear software para Macintosh en Macintosh, en vez de la compilación cruzada desde un Lisa. En agosto de 1987 Apple dio a conocer HyperCard e introdujo el MultiFinder, que añadió multitarea cooperativa al Macintosh. Apple comenzó a servir ambos programas con todos los Macintosh.
El Macintosh SE se lanzó al mismo tiempo que el Macintosh II, en 1986. El Macintosh SE fue el primer Mac compacto con una unidad de 20 MB de disco duro interno y una ranura de expansión, que se encontraba dentro de la caja junto con el monitor CRT, lo que representaba un potencial peligro ya que para conectar algún dispositivo se podía exponer a la persona que lo realizara a la alta tensión del monitor. Por esta razón, Apple recomendaba a los usuarios que llevaran sus SE a un distribuidor autorizado de Apple para realizar estas actualizaciones. El SE también actualizó el diseño original de Jerry Manock y Terry Oyama y compartía con el Macintosh II el concepto de Snow White (Blancanieves), y también el nuevo Apple Desktop Bus (ADB) para el ratón y el teclado que había aparecido, unos meses antes y por primera vez, en el Apple IIGS.
En 1987, Apple escindió su negocio de software hacia una nueva empresa llamada Claris. Se le dio el código y los derechos de varias aplicaciones que se habían escrito dentro de Apple, en particular MacWrite, MacPaint, y MacProject. A finales de 1980, Claris dio a conocer un número de títulos de software renovado. El resultado fue el "Pro" de la serie, incluyendo MacPaint Pro, MacDraw Pro, MacWrite Pro y FileMaker Pro. Para ofrecer una suite ofimática completa, Claris compró los derechos de la hoja de cálculo de Informix Wingz en el Mac y le cambió el nombre a Claris Resolve; además, añadió al conjunto un nuevo software de presentaciones, llamado Claris Impact. En la década de 1990, las aplicaciones de Claris se incluían con la mayoría de los Macintosh de consumo y fueron muy populares. En 1991, Claris publicó ClarisWorks, convirtiéndose rápidamente en su segunda aplicación más vendida. En 1998 Claris se reincorporó de nuevo en Apple y ClarisWorks en la versión 5.0 pasó a llamarse a partir de entonces AppleWorks.
En 1988, Apple demandó a Microsoft y Hewlett-Packard (HP) con el argumento de que infringieron los derechos de autor de Apple al incorporar en sus SO una interfaz gráfica de usuario. Su argumentación se basaba, entre otras cosas, en «el uso de ventanas con formas rectangulares, que se superponen y de tamaño variable». Después de cuatro años, el caso se decidió en contra de Apple, al igual que las apelaciones posteriores. Estas acciones de Apple fueron criticadas por algunos en la comunidad de software, incluyendo la Free Software Foundation (FSF), que sentía que Apple estaba tratando de monopolizar los interfaces gráficos de usuario en general, y boicotearon la aparición de software GNU para la plataforma Macintosh durante siete años.

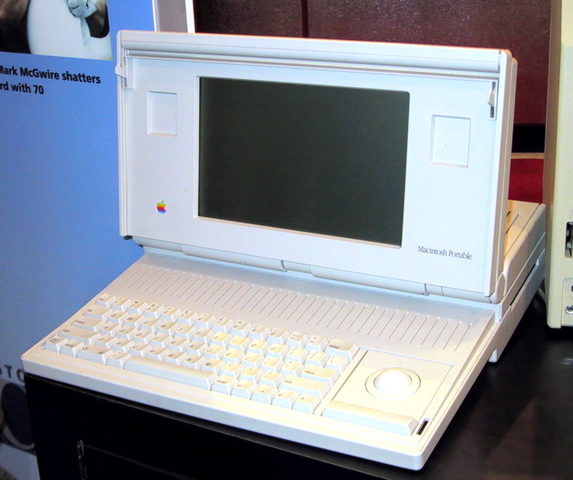
El Macintosh Portable fue el primer Macintosh alimentado con baterías de Apple. Estuvo a la venta desde 1989 a 1991 y podía ejecutar el Sistema 6 y el Sistema 7.

El Macintosh IIx se lanzó en 1988 con el nuevo procesador Motorola 68030, que incluía importantes mejoras internas como la inclusión de MMU en el propio procesador y capacidad de direccionar 32bits de forma nativa. Le siguió en 1989 una versión más compacta, con menor número de ranuras (el Macintosh IIcx) y una versión del Mac SE, el Macintosh SE/30, que incluía un procesador 68030 de 16 MHz. Más tarde en ese mismo año, el Macintosh IIci, que funcionaba a 25 MHz, fue el primer Mac que era realmente un ordenador de 32 bits nativo o "limpios", que permitía soportar de forma nativa más de 8 MiB de memoria RAM, a diferencia de sus predecesores, que se denominaban de 32 bit "sucios" (8 de los 32 bits disponibles se reservaban para direccionar los flags del sistema operativo). Con la introducción del Sistema 7, el primer sistema operativo de Macintosh que soportaba el direccionamiento de 32 bits, Apple ofrecía un ecosistema completo y nativo de 32 bits. Apple también presentó el primer portátil Macintosh, con un procesador 68000 de 16 MHz con una pantalla plana de matriz activa que en algunos modelos incorporaba retroiluminación (backlit). Al año siguiente se introdujo el Macintosh IIfx, una máquina con un precio a partir de 9900 dólares USA. Aparte de su rápido procesador 68030 de 40 MHz, incorporaba importantes mejoras internas en su arquitectura, incluyendo una memoria más rápida y dos CPUs de Apple dedicadas aI procesamiento de I/O, además de 6 ranuras NuBus.

### 1990 - 1997: Crecimiento y declive

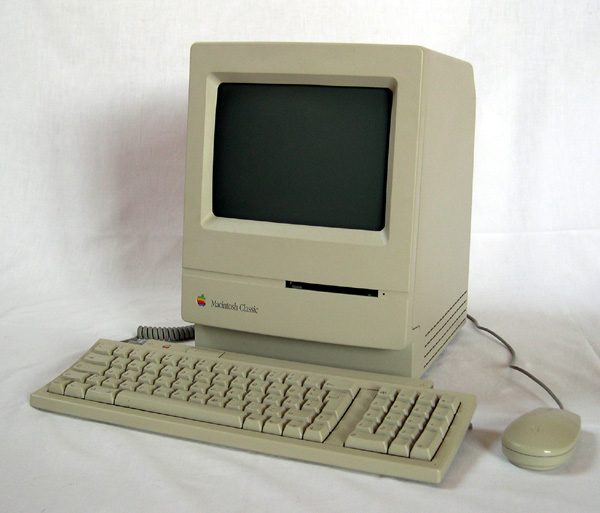
El Macintosh Classic, de principios de la década de 1990

En mayo de 1990 Microsoft sacó a la venta Windows 3.0. Esta versión comenzó a acercarse al sistema operativo. del Macintosh, tanto en conjunto de su rendimiento como en las características, convirtiéndose en una alternativa menos costosa que la plataforma Macintosh.
La respuesta de Apple fue la introducción de una serie de Mac's relativamente baratos hacia octubre de 1990:
- El Macintosh Classic, esencialmente una versión menos cara del Macintosh Plus, fue el Mac más barato hasta principios de 2001.[46]
- El Macintosh LC (Low Cost, bajo coste) con un procesador Motorola 68020 y con un diseño muy reconocible con forma de "caja de pizza", que ofrecía gráficos en color, y se podía acompañar de un nuevo monitor también de bajo coste de 512 × 384 píxeles.[47]
- El Macintosh IIsi era esencialmente una versión de 20 MHz del IIci con una única ranura de expansión.[48]

Estas tres máquinas se vendieron bastante bien, aunque el margen de beneficio de Apple fue considerablemente más bajo que el de máquinas anteriores.
Apple fue actualizando y mejorando las características de los ordenadores Macintosh con la introducción de los nuevos modelos equipados con procesadores 68K según estaban disponibles por parte de Motorola. Al Macintosh Classic II y Macintosh LC II, que utilizaban una CPU 68030 de 16 MHz, se unieron en 1991 los Macintosh Quadra 700 y 900, los primeros Macs en emplear el procesador CISC más rápido de Motorola, el 68040.

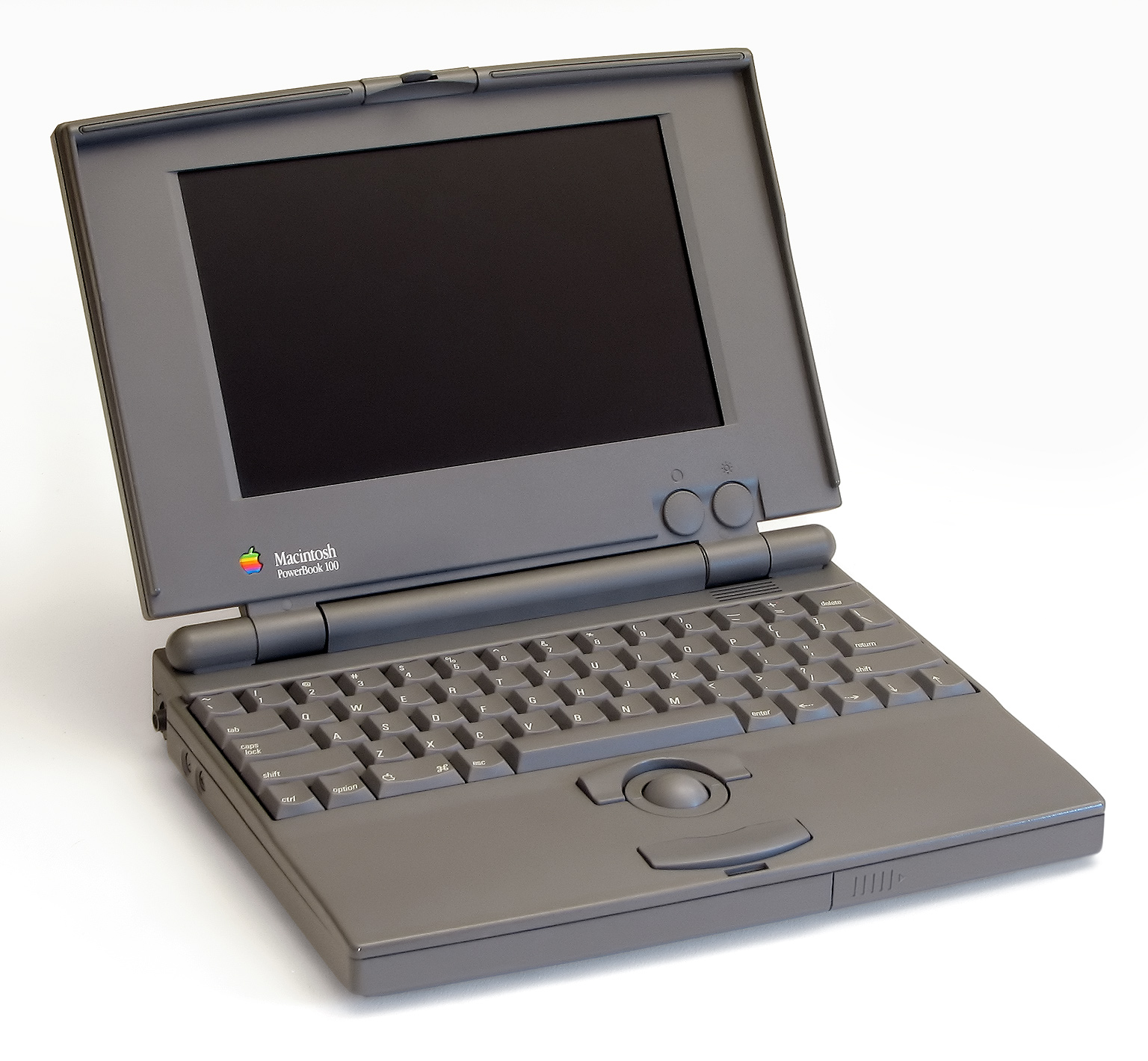
El PowerBook 100 de 1991

En 1991 Apple reemplazó el Macintosh Portátil con la primera de la línea PowerBook:
- el PowerBook 100, un portátil en miniatura con un procesador 68000 de 16 MHz.
- el PowerBook 140, con un 68030 de 16 MHz.
- y el PowerBook 170, con un procesador 68030 a 25 MHz.[54]

Estos fueron los primeros ordenadores portátiles con espacio en el teclado para reposamanos y con un trackball situado delante del teclado como dispositivo puntero. En 1993 el PowerBook 165c se convirtió en el primer ordenador portátil de Apple que ofrecía una pantalla en color capaz de mostrar 8 bits de profundidad (256 colores) con una resolución de 640 × 400 píxels. La segunda generación de PowerBooks, la serie 500, estaban equipados con procesadores 68040 e introdujeron el trackpad, altavoces estéreo integrados y Ethernet incorporada en todos los portátiles de fábrica en 1994.
En cuanto al Mac OS, el Sistema 7 fue reescrito en 32 bits desde Pascal a C++ e incorporó memoria virtual y mejoras en el manejo de gráficos en color, direccionamiento de memoria, redes y multitarea cooperativa. También durante este tiempo, el Macintosh comenzó a desechar las directrices del diseño Snow White (Blancanieves) y abandonó la consultoría de Frogdesign, por la que Apple pagaba caros honorarios, a favor de realizar ese trabajo en casa; para ello se creó el Grupo de Diseño Industrial de Apple, que se convirtió en responsable de la elaboración de una nueva imagen que acompañara al nuevo sistema operativo y todos los demás productos de Apple.

#### Del 68K al PowerPC: La primera transición de arquitectura
En 1994, Apple abandonó la arquitectura CISC de Motorola para introducir la nueva arquitectura RISC PowerPC desarrollada por el alianza AIM de Apple Computer, IBM y Motorola. La línea Power Macintosh fue la primera en utilizar estos nuevos chips, demostrado ser un gran éxito con más de un millón de unidades equipadas con PowerPC vendidas en nueve meses.
Este cambio de arquitectura supuso una transformación y convulsión en toda la gama de productos, ya que los nuevos procesadores PowerPC eran completamente incompatibles con la gama 68K. En un principio todo el software que existía para los Macintosh tendría que ser reescrito, pero Apple, para hacer una transición más suave, introdujo en el sistema operativo un emulador por software de las instrucciones 68k a las instrucciones PowerPC, emulador que funcionaba relativamente bien con la mayoría del software, sobre todo aquel que no hacía llamadas directas a funciones del hardware o no utilizaba ciertas características del procesador 68040, como las instrucciones de coma flotante, realmente el emulador no usaba el conjunto de instrucciones completo del 68040 sino las características e instrucciones del 68EC040.
Esta transición pudo realizarse ya que el emulador sobre PowerPC era suficientemente eficiente como para obtener un rendimiento similar a la gama 68k nativa. El cambio de arquitectura posibilitó que muchas aplicaciones multiplicaran varias veces su rendimiento al ser reescritas para la nueva arquitectura.

#### Competencia
Con la llegada de Windows 95 y el Pentium, Microsoft e Intel mejoraron significativamente la capacidad multimedia y el rendimiento de los PC "compatibles" con IBM. Microsoft por su parte consiguió que Windows se acercara a la interfaz gráfica de los Macintosh, tanto que salieron eslóganes del tipo "Windows95 = Macintosh 84" y el rendimiento de los Pentium, aun siguiendo con la arquitectura CISC y por tanto siendo compatibles binarios con sus antecesores, consiguió acercarse en su rendimiento a la emergente línea RISC PowerPC, que era incompatible a nivel binario, que Apple estaba introduciendo. Esto llevó a que la cuota de mercado de Apple bajara rápidamente. Además en un momento dado, la oferta de Apple era muy confusa con muchas familias y subdivisiones: Classic, LC, II, Quadra, Performa, Centris, que esencialmente eran el mismo equipo con varios nombres diferentes.

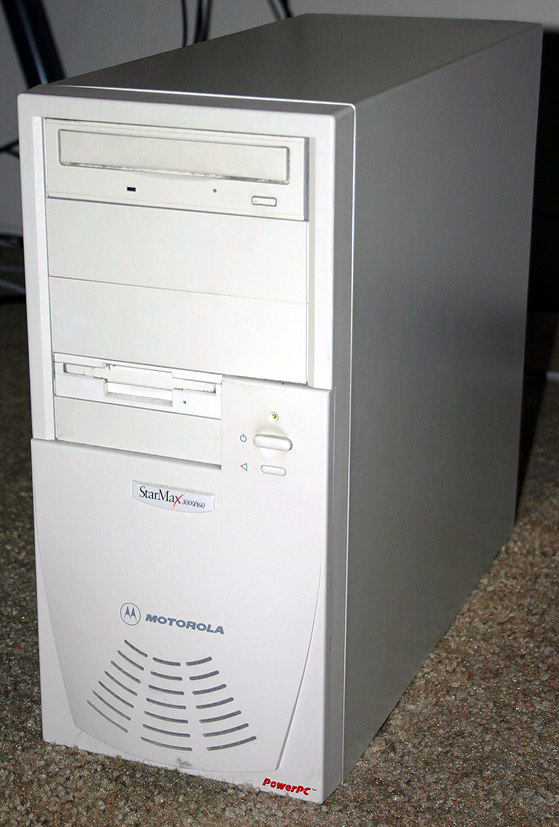
El Motorola StarMax 3000/160MT, un clónico Mac

A finales de 1995 también entraron en competencia Power Computing, Motorola, Umax, Tatung, Radius, MaxxBoxx y DayStar Digital con los Macintosh de Apple que ahora tenían que competir con estos recién llegados "clónicos" (hardware de terceros que corría el Sistema 7 licenciado por Apple). Esta nueva situación que nunca había ocurrido en el mercado de los Macintosh provocó un ligero aumento en la cuota de mercado global, pero un importante daño financiero a las cuentas de Apple ya que los clientes comenzaron a comprar los clónicos, más económicos.
Cuando Steve Jobs volvió a Apple en 1997, ordenó que el sistema operativo que se había mostrado previamente como la versión 7.7 fuera renombrado Mac OS 8 (en lugar de Copland OS, que nunca llegó a aparecer). Dado que Apple tenía licenciado solo la versión del Sistema 7 a terceros, esta medida puso fin a la línea de clones. La decisión causó importantes pérdidas financieras para las empresas como Motorola, con su StarMAX, Umax, que produjo el SuperMac y Power Computing Corporation, que ofrecía varias líneas de clones Mac, incluyendo PowerWave, PowerTower y PowerTower Pro. Estas empresas habían invertido importantes recursos en la creación de su propio hardware compatible con las especificaciones de los Mac's. Apple compró la licencia de Power Computing, pero permitió a Umax seguir vendiendo clones Mac hasta que su licencia expirase, ya que tenía una presencia considerable en el segmento de gama baja, donde Apple no se había introducido.

### 1997 a 2005: Un nuevo comienzo, el iMac

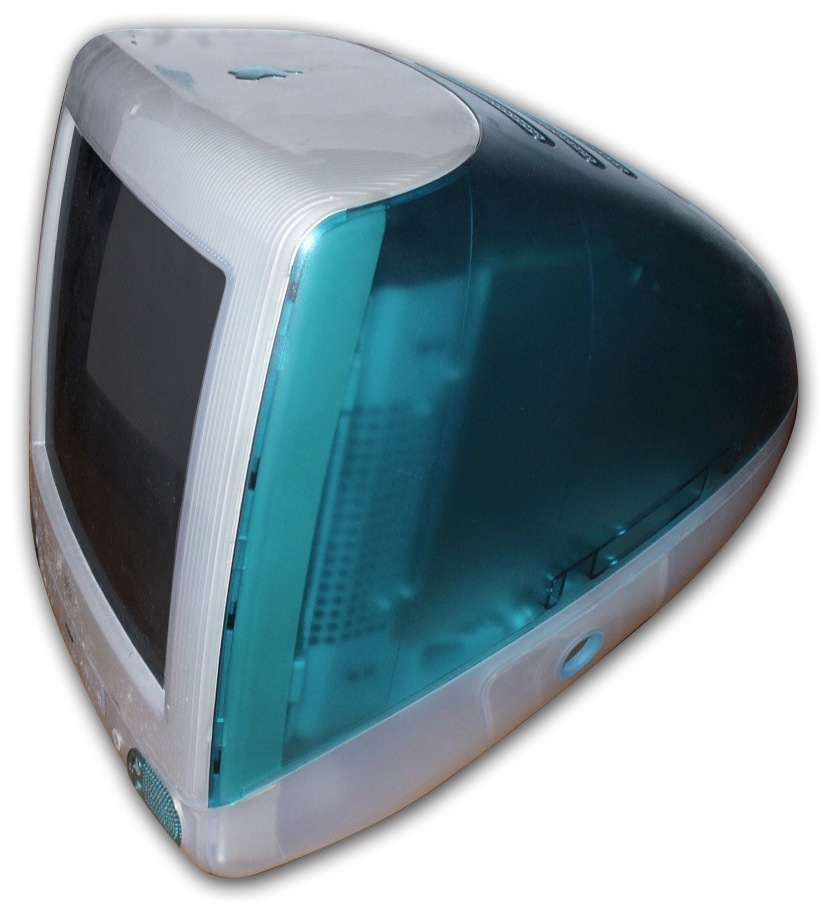
El original "azul Bondi" iMac G3. Introducido en 1998, este modelo llevó a Apple a obtener nuevamente beneficios. Sin embargo, su ratón demostró ser uno de los productos menos favoritos de los consumidores de Apple.

Para 1997 Apple Computer atravesaba serias dificultades: una cuota de mercado en mínimos históricos, una línea de productos redundante y confusa y una falta clara de visión de futuro. A pesar de que Jobs había ayudado a concebir la campaña publicitaria "Piensa Diferente" (Think Different) como nuevo lema de la compañía, lo cierto es que la línea Macintosh se había desgastado comercialmente y creativamente, la costosa línea de productos Newton no encontraba su lugar en el mercado de PDA y Apple no tenía en su catálogo ningún producto que mostrara un camino divergente a lo que ya había en el circuito. Por aquella época Jobs había forjado un relación laboral y personal con un joven diseñador de la planilla de Apple, Jonathan Ive. Larry Ellison, amigo de Jobs y CEO de Oracle, le sugirió a este último el concepto de un terminal orientado a trabajar en red y que aprovechara el mundo en ciernes del internet, a un precio accesible. Fred Anderson, director financiero de Apple, abogó por mantener el concepto pero con una máquina más robusta incorporando un disco duro y una unidad de CD. Jon Rubinstein adaptó el procesador de la portátil Power G3 de alta gama al nuevo proyecto. Pero lo diferente en el proceso fueron las condicionantes impuestas por Steve Jobs: volver a las raíces del Macintosh original, con interés obsesivo puesto en el diseño integral del equipo, por lo que su nueva relación con Ive fue la base del proceso. Ive junto a su equipo generó diversas maquetas de las cuales Jobs eligió una ruta a seguir, creando un volumen de carcasa curvo, lúdico y compacto, con un asa en la parte posterior que difería de cualquier computador comercializado en aquel momento (casi el total de los ordenadores clónicos compatibles eran cajas color beige o blancas). Fue el primer producto desde el lanzamiento original de Mac que hacía honor al nuevo lema de la empresa: un computador visualmente descollante, con una estética ultra moderna que lo convertía en una pieza de exhibición dentro de un entorno doméstico, orientado a un acceso inmediato a internet a modo de terminal y al trabajo en redes, amigable en su uso y puesta en funcionamiento. Un año después de que Steve Jobs volviera a la compañía, Apple presentó el Macintosh todo-en-uno llamado iMac. Su caja era de plástico semi-transparente. El modelo original salió al mercado con el color azul Bondi y las siguientes versiones introdujeron otros colores. Está considerado como un hito del diseño industrial de finales de la década de 1990. El iMac se deshizo de la mayoría de los puertos "estándar" (y en su mayoría también propiedad) de Apple. Conexiones tales como SCSI y el ADB desaparecieron en favor de dos puertos USB. Además, no tenía la unidad interna de disquete y en su lugar incluía una unidad de CD-ROM para instalar software, una unidad de solo lectura (la idea era sacar o remitir información a través del correo electrónico, en ese momento algo novedoso, hoy un estándar básico). El iMac era incapaz de escribir en CD u otros medios sin hardware externo de terceros. Apple ponía su destino en manos de un solo producto.
A pesar de algunas limitaciones indicadas, este modelo demostró ser un éxito fenomenal, con 800 000 unidades vendidas en 139 días, y llevó a la compañía a un beneficio anual de 309 millones de dólares, el primer año rentable de la empresa desde que Michael Spindler asumió el cargo de CEO en 1995. La estética del iMac "azul y blanco" también fue aplicada a la línea Power Macintosh y luego a un nuevo producto, el iBook. Presentado en julio de 1999, el iBook de Apple fue el primer ordenador portátil para el mercado de consumo, que rellenaba la "esquina perdida" en marco de la estrategia de producto de cuatro áreas: Consumidor / Profesional, Portátil / Escritorio. Esta estrategia de producto fue previamente anunciada por Jobs. Se recibieron más de 140 000 pedidos anticipados antes de que comenzara a venderse en septiembre y en octubre se convirtió un éxito de ventas, tanto como el iMac.
A principios de 2001, Apple comenzó a vender ordenadores con discos CD-RW por primera vez. Apple había hecho hincapié en la capacidad de la Mac para reproducir DVD mediante la inclusión de DVD-ROM y DVD-RAM de serie. Steve Jobs admitió que Apple había llegado "tarde a la fiesta" en la tecnología del CD grabable, pero consideraba que los Mac podrían convertirse en un "centro digital" (digital hub) que unía y permitía el emergente "estilo de vida digital" (digital lifestyle). Apple, más adelante, introdujo una actualización de su software de reproducción de música iTunes que podía grabar CD, junto con una campaña de publicidad controvertida, el "Rip, Mix, Burn", que algunos medios de comunicación dijeron que alentaba la piratería. Esta campaña también acompañó al lanzamiento del iPod, el primer dispositivo portátil de Apple, con éxito. El iMac supuso un cambio radical en la forma de trabajar de Apple que imperó desde la salida forzada de Jobs: los diseñadores volvían a estar por delante de los ingenieros, los objetivos se simplificaban y las líneas productos se enfocaban a solo dos usuarios, domésticos y profesionales. La "experiencia de usuario" volvió a ser central en el diseño de los productos, con la innovación y la diferenciación como un estándar de base. En 1983, Apple fue pionera en instalar GUI en sus líneas de computadores; en 1998, al ya haberse vuelto un estándar en toda la industria por parte del Microsoft Windows y alcanzar en funcionalidad a las Mac, Apple apeló a la simplificación. En una campaña publicitaria muy cuidada, en diversos comerciales de televisión el actor Jeff Goldblum, de forma distendida, sin mencionar de forma directa al iMac, explicaba lo sencillo y económico que resultaba comprar una computadora que no fuera beige, sacarla de la caja y conectarse a internet en menos pasos que cualquier otra máquina. Finalmente el producto iMac supuso un profundo cambio en el resto de equipos en la línea Mac, incluso en la línea profesional, que tomó la impronta lúdica de la línea doméstica, y obligó a los proveedores de hardware y periféricos a diseñar líneas basadas en los principios de diseño del iMac. Otro factor fundamental era la importancia del internet, tanto su accesibilidad como la forma de visualizarlo, en el desarrollo de productos. Esto se convirtió en la base de un nuevo estilo de vida digital, donde el iMac era, sin proponérselo del todo al inicio, el puerto funcional o hub (en inglés) de distintos dispositivos (cámaras digitales, los futuros iPod's, USB Drives, teléfonos celulares) y el enlace de aquella información descargada a través de internet, abriendo a las puertas a una revolución inédita en la industria de los contenidos (música al inicio y posteriormente películas y libros) a través de iTunes.

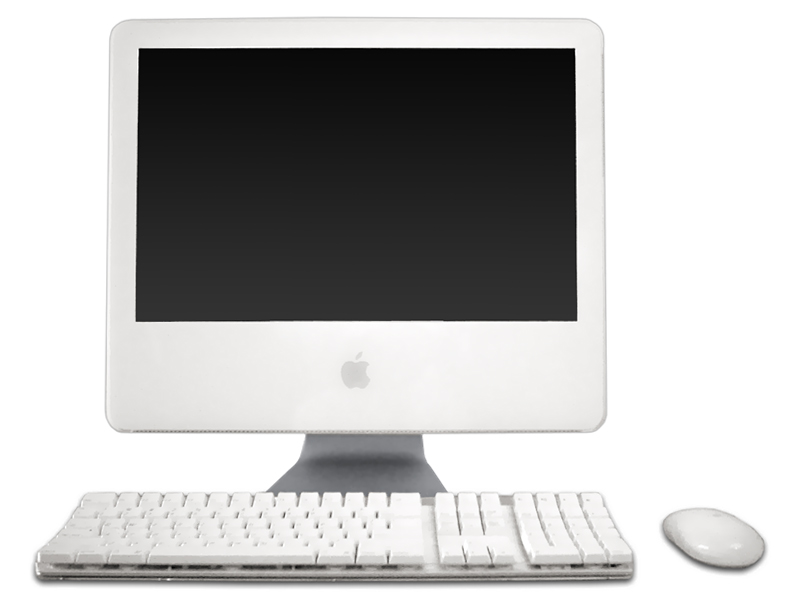
El iMac G5

Apple continuó agregando nuevos productos a su línea, como el Power Mac G4 Cube, el eMac para el mercado de la educación y el PowerBook G4, un ordenador portátil para el sector profesional. El iMac original salió a la venta con un procesador G3 y en sucesivas actualizaciones se le incorporaron los G4 y G5. Las actualizaciones de los chips eran acompañadas por sucesivos nuevos diseños de la gama original; le sucedió una con variedad de colores pasando por el modelo de plástico blanco, hasta el actual iMac de aluminio. El 11 de enero de 2005, Apple anunció el lanzamiento del Mac Mini a un precio de 499 dólares, el Mac más barato hasta la fecha.

#### Del Mac Os al Mac Os X: La segunda transición de arquitectura
En el año 2000 el Sistema Operativo de los Mac's sufría un cambio radical tanto en su diseño como en sus fundamentos. Desarrollado en un principio en Pascal y reescrito sustancialmente en C++ para la versión 7.0, este vetusto sistema con más de 14 años y 9 actualizaciones mayores se había adaptado con el tiempo a máquinas como el Mac original de 128 KiB a 8 MHz hasta los Mac equipados con procesadores G4 a 1 GHz. En la versión 8 se incorporó soporte para Multiprocesador y en la versión 9 un nuevo nanokernel, pero estas novedades se sustentaban en una arquitectura que no hacía posible el crecimiento de la plataforma. Tecnologías como multitarea preventiva o la memoria protegida no eran viables y Apple después de intentar y fallar durante varios años en generar un SO moderno y propietario como los proyectos Taligent, Copland y Gershwin, y desde 1996, año en que compró Next, centró los esfuerzos de la compañía en portar el recién adquirido NeXTSTEP (el sistema operativo de NeXT) a la plataforma PowerPC.
El NeXTSTEP se convirtió en el Mac OS X y fue presentado en septiembre del 2000 como una versión Beta para desarrolladores y el público en general y la versión 1.0 final se presentó el 24 de marzo de 2001, se trataba de un moderno SO basado en Unix con un núcleo Mach. Pero las APIS de este nuevo SO eran totalmente incompatibles con el Mac OS clásico y las aplicaciones existentes no funcionaban directamente así que Apple tuvo que incluir un nuevo emulador llamado BlueBox que ejecutará el MacOS 9 o "Classic" como una aplicación más para poder ejecutar las aplicaciones que no estaban portadas al nuevo SO. Además Apple fue forzada a crear una plataforma de desarrollo, llamada Carbon, que facilitara el tránsito al nuevo SO.
El Mac OS X introdujo un nuevo diseño de interfaz llamado Aqua que hace referencia a los diseños de los Macintosh. El MacOS X 1.0 salió al mercado con un precio de 29,99 dólares y con el nombre en clave de Cheetah (Guepardo). Las versiones posteriores de Mac OS X fueron de 10.1 "Puma" (25 de septiembre de 2001), 10.2 "Jaguar" (24 de agosto de 2002), 10.3 "Panther" (24 de octubre de 2003) y 10.4 "Tiger" (29 de abril de 2005).

### 2005 - 2020: Un nuevo cambio

#### Del PowerPC al X86: la tercera transición de arquitectura

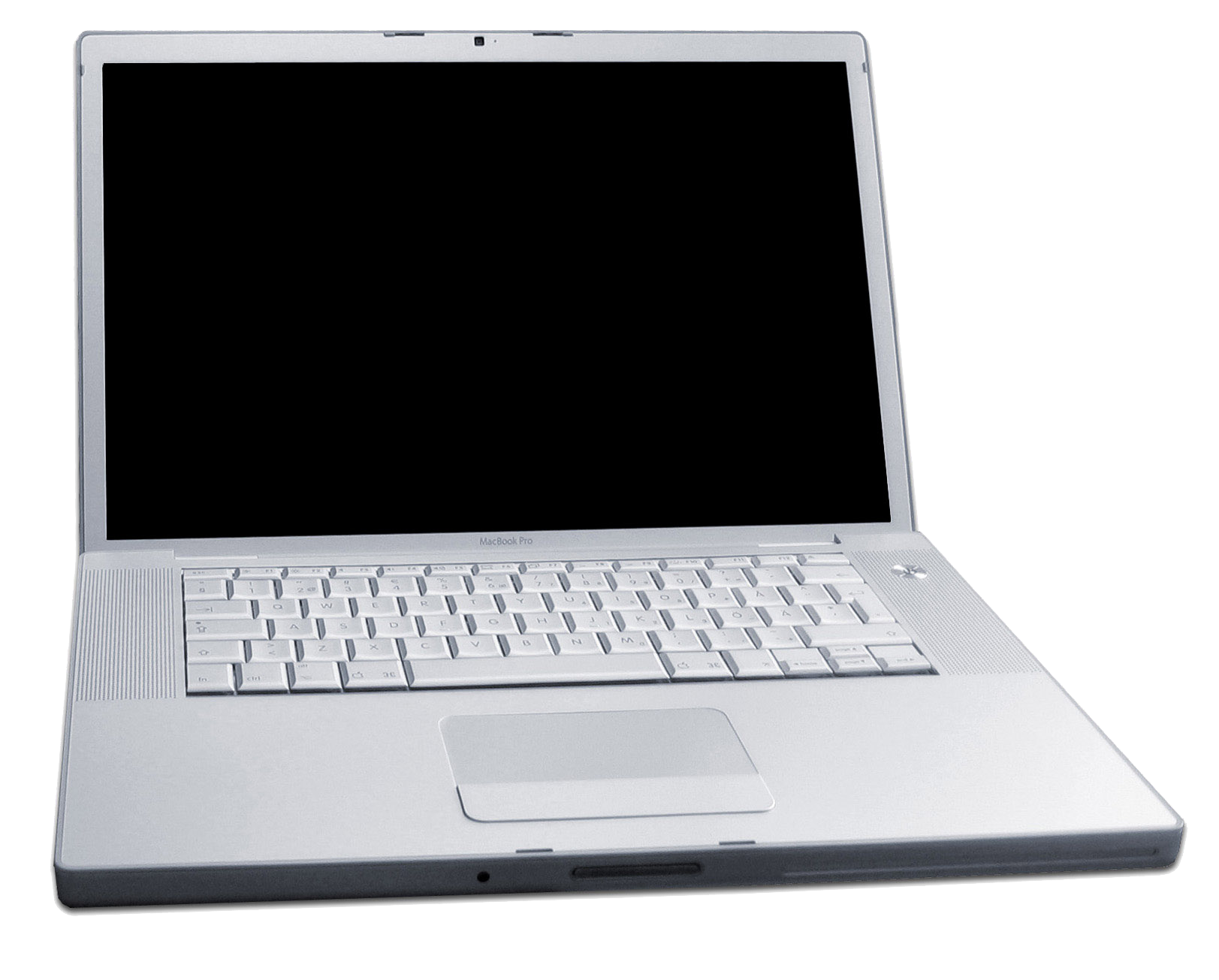
El MacBook Pro de 2006

En 2006 Apple abandonó el uso de los procesadores PowerPC. Seis meses antes en la WWDC del 2005, Steve Jobs había anunciado que Apple abandonaría la plataforma PowerPC para integrar en toda la gama Macintosh los procesadores X86 de Intel. El anuncio también reveló que el Mac OS X además de ser portado a PowerPC también se había mantenido el desarrollo de todas las versiones y tecnologías para la plataforma X86, así como todos los proyectos de software como iLife, iWork y todo el software profesional como FinalCutPro, Logic. Fue a partir de este año cuando se introdujo la gama Intel cambiando la nomenclatura de la mayoría de las gamas, El PowerBook pasó a denominarse MacBook Pro, el PowerMac pasó a Mac Pro, el iBook pasó a MacBook.
Esta transición como las anteriores se realizaba hacia una arquitectura diferente e incompatible con todo lo anterior, e igualmente que en las transiciones anteriores Apple introdujo un emulador por software denominado Rosetta que realizaba las tareas de cambiar las llamadas PowerPC a Llamadas Intel en tiempo real, posibilitando la ejecución del software preexistente escrito para PowerPC, aunque con limitaciones, ya que el software que accediera al hardware directamente como tarjetas gráficas, tendría que re-escribirse. También se minimizó el esfuerzo de los desarrolladores que habían optado por trabajar en Cocoa, las APIS nativas del OSX, estos no tendrían que cambiar el código fuente, y solo tendría que re-compilar para X86 mientras que los desarrolladores sobre Carbón (como Adobe con su Creative Suite), u otras plataformas sí que tendrían que reescribir parte de software.
En esta transición Apple abandonó el soporte al emulador "Classic" que hacía viable la ejecución de aplicaciones escritas para MacOs 9.

#### Compatibles
La introducción de los chips de Intel introdujo el potencial de correr el Sistema Operativo de Microsoft; ahora los Mac's podían correr Windows nativamente sin emulación por software como el Virtual PC. En marzo de 2006, un grupo de hackers anunció que habían hecho correr un Windows XP en uno de los nuevos Mac-Intel. Este grupo publicó su software como Open Source (código abierto) y fue puesto para descargarlo en su sitio web. En abril de 2006, Apple anuncio la beta pública de su propio sistema "multi SO", llamado "Boot Camp" que posibilita a los usuarios de un Mac-Intel la instalación de Windows XP en sus máquinas. Versiones posteriores añadieron soporte para Windows Vista. Boot Camp fue incluido de manera estándar en el Mac OS 10.5. Boot Camp, aunque no oficialmente, abrió las puertas a ejecutar prácticamente cualquier SO que funcionase en la plataforma X86 como Linux, FreeBSD, Ubuntu, SUSE, Red Hat.
La introducción de esta funcionalidad dentro del SO convirtió a los Mac's en los ordenadores que más SO podían ejecutar, cambiando el panorama de "in-compatibilidad" y plataforma cerrada de años atrás.

#### Actualidad
Si bien la fracción del mercado de venta de ordenadores ocupada por Mac no supera el 10%, en los últimos años Apple ha tenido un aumento significativo. Muchos han afirmado que esto se debe en parte, al éxito del iPod y el iPhone, ya que teóricamente un dueño satisfecho de la experiencia de un iPod o un iPhone se declinará a comprar más equipos Apple como los Mac. Este movimiento se le ha denominado "efecto halo". La inclusión de los chips de Intel es también es un factor que ha influido en el aumento de las ventas. Desde 2001 hasta la actualidad, las ventas de Mac han aumentado de forma continuada. Apple reportó ventas de 3.36 millones de Mac durante la temporada navideña del 2009. En el primer trimestre del 2011 la cuota de mercado de los Macintosh continúa creciendo desde el 7.3 % en 2010 al 9.3 % en 2011.
El 24 de febrero de 2011, Apple fue la primera compañía en lanzar al mercado un equipo que utiliza e nuevo interfaz de I/O de Intel Thunderbolt (nombre en clave Light Peak). Utilizando la misma interfaz física de un puerto MiniDisplay, y compatibles hacia atrás con esa norma, Thunderbolt cuenta con dos canales de datos en paralelo con velocidades de transferencia de Gbit/s cada uno.

## Línea de productos actual
|                    | Compactos | Compactos | Consumo | Consumo | Profesional | Profesional |
| Escritorio         | Mac mini El modelo más básico; se vende sin teclado, ratón o monitor, usa como procesador el Intel Core i5 o Intel Core i7                                                                                              | Mac mini El modelo más básico; se vende sin teclado, ratón o monitor, usa como procesador el Intel Core i5 o Intel Core i7                                                                                              | iMac Todo en uno; con dos versiones en el mercado una con una pantalla de 21,5" y otro con 27"; usan el procesador Intel Core i5 | iMac Todo en uno; con dos versiones en el mercado una con una pantalla de 21,5" y otro con 27"; usan el procesador Intel Core i5 | Mac Pro / Mac Studio Es la nueva generación del Mac Pro, bajó su capacidad de expansión y se hizo más difícil de abrir, sigue teniendo capacidades altas de memoria RAM y cuenta con procesadores Intel. | Mac Pro / Mac Studio Es la nueva generación del Mac Pro, bajó su capacidad de expansión y se hizo más difícil de abrir, sigue teniendo capacidades altas de memoria RAM y cuenta con procesadores Intel. |
| Portátil (MacBook) | MacBook Air Ultra portátil con pantalla de 11,6" o 13,3" con una carcasa de aluminio; usa un procesador Intel Core i5 o Intel Core i7                                                                                   | MacBook Air Ultra portátil con pantalla de 11,6" o 13,3" con una carcasa de aluminio; usa un procesador Intel Core i5 o Intel Core i7                                                                                   | MacBook Portátil de 13,3" de carcasa de policarbonato blanco o negro; usa un procesador Intel Core 2 Duo                         | MacBook Portátil de 13,3" de carcasa de policarbonato blanco o negro; usa un procesador Intel Core 2 Duo                         | MacBook Pro Gama profesional de los portátiles con pantallas de 13,3", 15,4" o 17" y carcasa de aluminio; usan procesadores Intel Core i5, o Intel Core i7                                               | MacBook Pro Gama profesional de los portátiles con pantallas de 13,3", 15,4" o 17" y carcasa de aluminio; usan procesadores Intel Core i5, o Intel Core i7                                               |
| Servidor           | Mac mini Server Una gama adicional a la línea Mac mini de escritorio sin unidad óptica interna. Se envía con Mac OS X Server instalado y dos discos duros internos de l 500 GB que hacen un total de 1 TB de capacidad. | Mac mini Server Una gama adicional a la línea Mac mini de escritorio sin unidad óptica interna. Se envía con Mac OS X Server instalado y dos discos duros internos de l 500 GB que hacen un total de 1 TB de capacidad. | | | Mac Pro Server Una configuración adicional del Mac Pro de escritorio. Se envía con Mac OS X Server instalado. Con 4×2=8 GiB de memoria RAM, y 2×1=2 TB de disco duro interno.                            | Mac Pro Server Una configuración adicional del Mac Pro de escritorio. Se envía con Mac OS X Server instalado. Con 4×2=8 GiB de memoria RAM, y 2×1=2 TB de disco duro interno.                            |

## Hardware y software

### Hardware

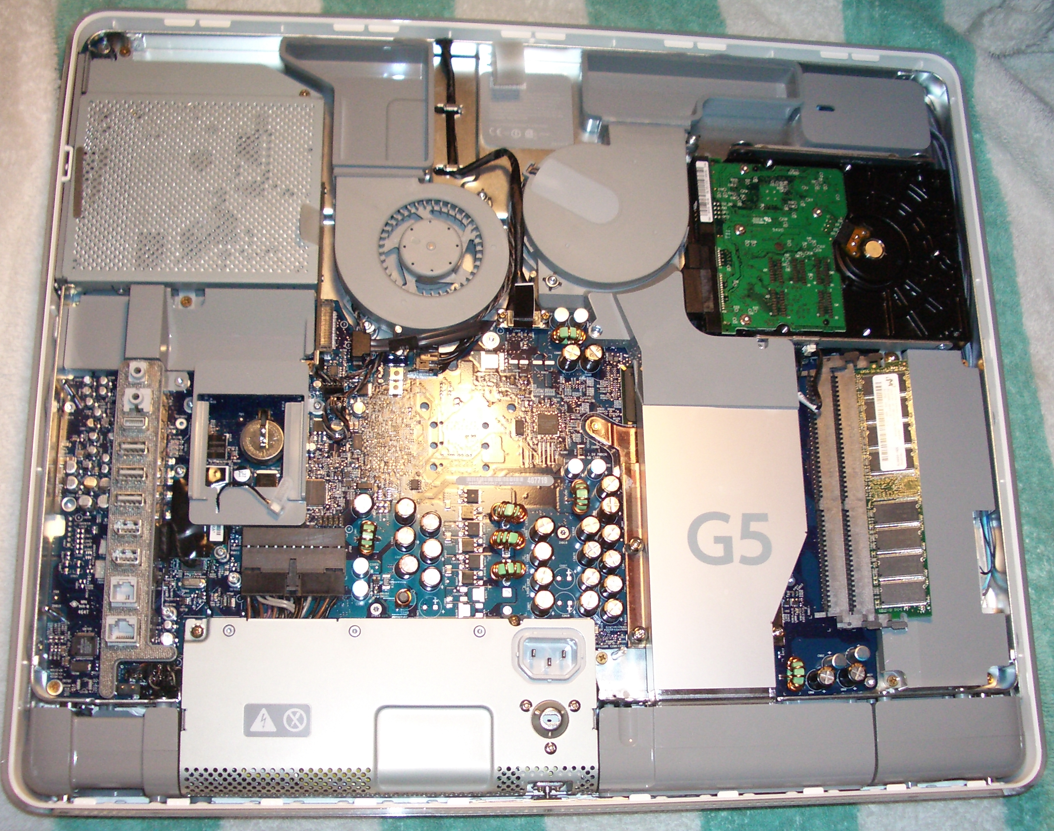
El interior de un iMac G5 de 20 pulgadas

Apple subcontrata directamente la producción de hardware para Asia fabricantes de equipos originales, tales como ASUS, manteniendo un alto grado de control sobre el producto final. Por el contrario, la mayoría de las empresas (incluido Microsoft) crean un software que se puede ejecutar en hardware producido por una variedad de terceros, como Dell, HP / Compaq, o Lenovo. En consecuencia, el comprador de un Macintosh tiene, comparativamente, menos opciones.
La actual familia de productos Mac usa los procesadores de la gama Intel x86-64. Apple presentó un emulador, llamado Rosetta, durante la transición de los chips PowerPC a los chips de Intel, como también lo hizo durante la transición de la arquitectura Motorola 68000 al PowerPC una década atrás. El Macintosh es la única plataforma informática que ha sido capaz de realizar con éxito la transición a una nueva arquitectura de la CPU, y lo ha hecho dos veces. Todos los Macintosh que se venden actualmente incorporan de casa 2 GB de RAM. Actualmente Apple incorpora tarjetas gráficas de ATI Radeon o nVidia GeForce. Todos los Mac's actuales (excepto el MacBook Air y el más actual MacBook Pro Retina Display) se envían con una unidad óptica que incluye una doble función DVD/grabador de CD que Apple denomina SuperDrive. Los Mac's incluyen dos puertos estándar: USB y FireWire (excepto el MacBook Air y MacBook Pro Retina Display que no incluyen el puerto FireWire). Los nuevos MacBook Pro además incorporan el puerto "Thunderbolt", desarrollado por la propia Apple junto a Intel y que según las especificaciones de Apple puede transferir datos a velocidades de 10 gigabits por segundo. El puerto USB se introdujo en el iMac G3 de 1998 y está en todos los modelos hoy en día, mientras que el puerto FireWire está principalmente reservado para los dispositivos de alto rendimiento, tales como discos duros o cámaras de video. A partir del iMac G5 lanzado en octubre de 2005, Apple comenzó a incluir las cámaras iSight en los modelos de Macintosh apropiados, y una interfaz de Media Center llamado Front Row que puede ser accionado por el mando Apple Remote o el teclado para acceder a contenidos multimedia almacenados en el equipo.
En Apple eran inicialmente reacios a aceptar ratones con varios botones y ruedas de desplazamiento. Los Mac's no soportaban varios botones nativamente, incluso con hardware de terceros, hasta que llegó el Mac OS X en 2001. Apple continuó ofreciendo solo los ratones de un solo botón, algunos con cable y algunas versiones inalámbricas a través de Bluetooth, hasta agosto de 2005, cuando se presentó el Mighty Mouse. Si bien parecía un ratón tradicional con un solo botón, en realidad tenía cuatro botones y una bola de desplazamiento, con capacidad de movimientos independientes en el eje X del eje Y. Al primer modelo le siguió una versión Bluetooth en julio de 2006. En octubre de 2009, Apple presentó el Magic Mouse, que utiliza el reconocimiento de gestos multitáctil similar al iPhone en lugar de una rueda física o bola de desplazamiento. Este ratón se encuentra disponible solo en Bluetooth, y el ratón Mighty Mouse (rebautizado como "Apple Mouse") está disponible con cable y conexión USB. Apple también cuenta con el "Magic Trackpad" como un medio para controlar los ordenadores Macintosh de escritorio como el iMac o Mac Pro. Este se introdujo en 2010.

### Software
El Macintosh original fue el primer ordenador personal con un sistema operativo que utilizaba una interfaz gráfica de usuario desprovista de la línea de comandos. Desde el primer Mac se ha utilizado una metáfora de escritorio, representando objetos del mundo real, documentos, carpetas o un cubo de basura, como iconos que aparecen en pantalla y se comportan cómo sus homónimos reales. El software del sistema introducido en 1984 con el primer Macintosh y renombrado en 1997 como Mac OS, siguió evolucionando hasta la versión 9.2.2. En 2001, Apple presentó el Mac OS X, basado en Darwin y NEXTSTEP; entre sus nuevas características se incluyen el Dock y en la interfaz de usuario Aqua. Durante la transición, Apple incluyó un emulador llamado Classic que permite a los usuarios ejecutar Mac OS 9 en Mac OS X, Apple mantuvo este emulador hasta la versión 10.4 y solo funciona en máquinas PowerPC. La versión más reciente del sistema operativo es el Mac OS X v10.6 "Snow Leopard ". Además de Snow Leopard, todos los nuevos Mac se entregan con una variedad de aplicaciones de Apple, incluyendo, iLife, el navegador web Safari y el reproductor de medios iTunes. Apple desveló la nueva versión Mac OS X v10.7 en 2010, aunque se encuentra todavía en desarrollo y se espera que esté disponible en el verano de 2011. Este sistema operativo cuenta con muchas características nuevas, tales como: Mission Control, the Mac App Store (disponible ahora desde la actualización de software), y la launchpad que es una manera parecida a como un IPAD mostraría las aplicaciones instaladas en el Mac. Apple también lanzará una característica conocida como "currículum vítae", que es similar a la función de hibernación, que se encuentran en Microsoft Windows.
Mac OS X disfruta de una situación cercana a la ausencia de diversos tipos de "malware" y "spyware" como virus, troyanos que principalmente afectan a los usuarios del sistema operativo Windows de Microsoft. Esta situación viene dada por diversos motivos:
- El Mac OS X tiene una cuota de mercado mundial de un 6 % frente al 91 % que tiene el Windows de Microsoft. Esta situación hace que a los hackers no les interese crear "malware" para una plataforma minoritaria.
- La base del sistema operativo es Unix que tiene unos fundamentos sólidos y seguros
- Constantemente Apple genera actualizaciones y parches de seguridad
- La mayor parte del SO es de código abierto, Darwin, WebKit, QTSS y existen comunidades que ayudan en el desarrollo del SO

En febrero de 2006 se observaron gusanos, así como las posibles vulnerabilidades, que llevaron a algunos analistas de la industria y las compañías de antivirus a emitir advertencias que el Mac OS X no es inmune al "malware".
Originalmente, la arquitectura de hardware de los Mac's estaba tan estrechamente ligada al Mac OS que era imposible arrancar ningún Mac con otro sistema operativo. La solución más común, incluso utilizada por la propia Apple para A/UX, era arrancar en Mac OS y luego a entregar el control a un programa que se hacía cargo del sistema y actuaba como un gestor de arranque. Esta técnica ya no fue necesaria cuando Apple introdujo el Open Firmware en los Mac's con arquitectura PCI, aunque había sido utilizada previamente para mayor comodidad en muchos sistemas "Old World ROM" (ROM del Viejo Mundo, como referencia a los primeros Macintosh) debido a los errores en la aplicación del firmware. Ahora, el arranque del hardware se realiza directamente desde Open Firmware (la mayoría de los Mac's basados en PowerPC) o EFI (todos los Macs basados en Intel), y los Macs ya no se limitan solo a la ejecución de Mac OS.
Después del lanzamiento de los Mac basados en Intel, surgieron diversos software de virtualización de otros fabricantes, como Parallels Desktop, VMware Fusion y VirtualBox. Estos programas permiten a los usuarios ejecutar Microsoft Windows y con ello todo el software que solo tiene versión para Windows velocidad muy cercana a la velocidad en una máquina nativa. Además Apple también lanzó Boot Camp con los correspondientes controladores específicos de Windows que ayudan a los usuarios instalar Windows XP o Vista de forma nativa permitiendo al usuario elegir que el arranque se efectúe con Mac OS X o con Windows. Aunque no está oficialmente soportada por Apple, es posible ejecutar el sistema operativo Linux con Boot Camp además de poder ejecutarlo con las otras soluciones de virtualización.
Debido a que Mac OS X es un sistema Unix, construido en gran medida a partir de FreeBSD, muchas aplicaciones escritas para Linux o BSD se ejecutan directamente en Mac OS X, a menudo usando X11. La cuota de mercado de Apple, más pequeña que la de Microsoft hace que existan menos aplicaciones Shareware (o versiones de bajo coste o prueba), aun así muchas aplicaciones populares de software comercial de los grandes desarrolladores como Microsoft Office y Adobe Photoshop se escriben tanto para Mac OS y Windows. Y gran parte de los software de código abierto como el navegador web Firefox y la suite ofimática OpenOffice.org son multiplataforma y funcionan de forma nativa.

### Publicidad
Los anuncios Macintosh normalmente, han atacado al líder imperante del mercado, directa o indirectamente. Estos tienden a retratar al Mac como una alternativa a los excesivamente complejos y poco fiables clónicos PCs wintel. Apple promocionó la introducción del Mac original con el comercial 1984 que se emitió durante el Super Bowl. Este anuncio se completaba con una serie de folletos impresos y otros anuncios de televisión que demostraban, la nueva interfaz gráfica y hacían hincapié en el uso del ratón. A estos primero folletos les siguieron muchos más para los nuevos modelos como el Macintosh Plus y Performa. En la década de 1990, Apple comenzó la campaña "What's on your PowerBook?" (¿Qué hay en tu PowerBook?) con anuncios impresos y comerciales de televisión en el que diversas celebridades describían cómo el PowerBook les ayudaba en sus negocios y en sus vidas cotidianas. En 1995, Apple respondió a la introducción de Windows 95 con varios anuncios impresos y un comercial de televisión demostrando sus desventajas y su falta de innovación. En 1997, la campaña "Think Different" (Piensa diferente) introdujo un nuevo concepto de publicidad, mostrando a Inventores, Artistas, Políticos que no habían seguido el camino preestablecido, sino que "pensado de manera diferente" habían cambiado el mundo, en clara referencia a que no siempre las mayorías (los PCs Wintel) son el camino a seguir. En 2002 siguió la campaña "Switch" (cambia). La última estrategia de publicidad de Apple es la campaña "Get a Mac" (Ven a Mac), con variantes en América del Norte, Reino Unido y Japón.
Apple siempre ha apostado por una publicidad impactante y arriesgada, por ello ha recibido diversos premios y reconocimientos así como estrepitosos fracasos como el legendario anuncio "Lemmings".
Hoy, Apple presenta nuevos productos en los "eventos especiales" en el auditorio del Salón de Apple Town, y en el discurso inaugural de la Conferencia mundial de Desarrolladores de Apple, y (ex) ferias como la Apple Expo y la MacWorld Expo. Estos eventos suelen atraer una gran número de representantes de los medios y de espectadores, y suelen estar precedidas por la especulación y rumores sobre posibles nuevos productos. Los eventos especiales se han utilizado para dar a conocer la gama de escritorio y los ordenadores portátiles, tales como el iMac y el MacBook, y otros dispositivos electrónicos como el iPod, Apple TV, iPad y el iPhone, así como proporcionar información actualizada sobre las ventas y las estadísticas de cuota de mercado. Apple ha comenzado a centrar su publicidad en sus tiendas minoristas en lugar de estas ferias. El último discurso inaugural en una feria fue en la MacWorld de 2009.

### Cuota de mercado y demografía de los usuarios

#### 1984-1997: Éxito y caída
Desde la introducción de Macintosh, Apple ha tenido problemas para obtener una cuota significativa en el mercado de ordenadores personales. Al principio, el Macintosh 128K sufrió una escasez de programas para la plataforma en comparación con el PC de IBM, dando lugar a decepcionantes ventas en 1984 y 1985. En aquel entonces tardaron 74 días en vender 50 000 unidades.
A pesar de los éxitos técnicos y comerciales en la plataforma Macintosh, sus sistemas seguían siendo bastante caros, haciéndolos menos competitivos ante la caída de los costosos componentes que hicieron que los PC compatibles con IBM fueran más baratos y aceleraran su adopción. En 1989, Jean-Louis Gassée se había negado rotundamente a reducir los márgenes de ganancias en las computadoras Mac, por lo que hubo una escasez de componentes que sacudió a todas las industrias de las PC en expansión, obligando al jefe de Apple USA, Allan Loren, a recortar los precios, lo que redujo los márgenes de Apple.
La iteración que lanzó Windows en 1990 se puso al alcance del rendimiento de los dispositivos Macintosh. Además, Apple había creado demasiados modelos similares que confundían a los posibles compradores.
Compaq, que anteriormente había ocupado el tercer lugar entre los fabricantes de PC durante la década de 1980 y principios/mediados de la década de los 90, inició una exitosa guerra de precios en 1994, que relegó a Apple al tercer lugar. La participación en el mercado de Apple se vio aún más afectada debido al lanzamiento de un nuevo sistema operativo Windows (Windows 95) que mejoró significativamente la capacidad multimedia y el rendimiento de las computadoras compatibles con PC de IBM, y puso las capacidades de Windows en paridad con la GUI de Mac OS.

#### 1997-2007: Regreso
En 1997, tras regresar Apple como CEO interino, Steve Jobs terminó el programa de clonación de Macintosh mientras simplificaba las líneas de productos de computadoras. Para medir la participación de mercado según la base instalada, en 1997 había más de 20 millones de usuarios de Mac, en comparación con una base de alrededor de 340 millones de PC con Windows.
En 1998, el lanzamiento del iMac G3 fue un gran éxito, se vendieron 800.000 unidades en 139 días, proporcionando un impulso muy necesario a la plataforma Macintosh en crisis.
En el 2000, Apple lanzó el Power Mac G4 Cube, su primer escritorio desde el discontinuado Power Macintosh G3, para ubicarse entre el iMac G3 y el Power Mac G4. Incluso con su diseño innovador, inicialmente tenía un precio de 200 dólares estadounidenses más alto que el Power Mac G4. Apple vendió solo 29.000 cubos en un cuarto de trimestre del año 2000, un tercio de las expectativas.
A partir de 2002, Apple decidió eliminar las pantallas CRT de su línea de productos como parte del diseño estético y las medidas de ahorro de espacio con el iMac G4. Sin embargo, el nuevo iMac con su flexible monitor LCD de panel plano fue considerablemente más caro en su debut que el anterior iMac G3, en gran parte debido al mayor coste de la tecnología LCD en ese momento. Con el fin de mantener el Macintosh al alcance del mercado educativo y debido a la obsolescencia del iMac G3, Apple creó el eMac en abril de 2002 como el sucesor previsto; sin embargo, el CRT del iMac lo hizo relativamente voluminoso y algo anticuado.
Los precios relativamente altos del iMac G4 se acercaban a los ordenadores que eran portátiles y tenían pantallas LCD de mayor resolución. Mientras tanto, los fabricantes de PC con Windows podrían ofrecer configuraciones de escritorio con monitores de pantalla plana LCD a precios comparables al eMac ya un costo mucho menor que el iMac G4. El fracaso del Power Mac G4 Cube, junto con el iMac G4 más caro y el pesado eMac, hizo que las ventas de computadoras Macintosh nunca alcanzaran la cuota de mercado alcanzada por el iMac G3 anterior. Durante la siguiente media década, mientras que las ventas de Macintosh se mantuvieron estables, sería el reproductor de música portátil iPod y el servicio de descarga de música de iTunes lo que impulsaría el crecimiento de las ventas de Apple.
Las estadísticas de finales de 2003 indican que Apple tenía un 2% de la cuota de escritorio en los Estados Unidos que había aumentado a un 2,88% en el cuarto trimestre de 2004. A partir de octubre de 2006, las empresas de investigación IDC y Gartner informaron que la participación de Apple en el mercado estadounidense había aumentado a alrededor del 6%. Entre 2005 y 2006, hubo un aumento de más del 30%.

#### 2007-2013: Era "Post-PC"
La cuota del mercado de los ordenadores personales se mide por los resultados del navegador, las ventas y la base instalada. La cuota de mercado de Mac aumentó sustancialmente en 2007. La participación de Mac OS X en el mercado de sistemas operativos aumentó de 7.31% en diciembre de 2007 y a 9.63% en diciembre de 2008, lo que representa un aumento del 32% en la participación de mercado durante 2008.
De 2001 a 2008, las ventas de Mac aumentaron continuamente en forma anual. Apple reportó ventas mundiales de 3,36 millones de Mac durante la temporada de vacaciones de 2009. A mediados de 2011, la Macintosh continúa experimentando un rápido aumento de la participación de mercado en los EE.UU., pasando del 7,3% de todos los envíos de computadoras en 2010 al 9,3% en 2011. Según el rastreador de PC trimestral de IDC, a nivel mundial, en el tercer trimestre de 2014, la participación de mercado de PC en Apple aumentó un 5,7% año tras año, con ventas récord de 5,5 millones de unidades.
Apple se posicionó en el puesto número cinco, con una cuota de mercado global de alrededor del 6% durante 2014, detrás de Lenovo, HP, Dell y Acer.
En marzo de 2011, la participación de mercado del OS X en América del Norte había aumentado a poco más del 14%. Si el tamaño de la cuota de mercado de Mac y la base instalada es relevante es un tema muy debatido. Los expertos de la industria a menudo han llamado la atención sobre la relativamente pequeña participación en el mercado de Mac para predecir la muerte inminente de Apple, especialmente a principios y mediados de los 90, cuando el futuro de la compañía parecía más sombrío. Otros argumentan que la participación en el mercado es la forma incorrecta de juzgar el éxito de Mac. Apple nombra el Mac como un ordenador personal de gama alta, por lo que puede ser engañoso compararlo con un PC económico. Debido a que el mercado general de los ordenadores personales ha crecido rápidamente, el aumento en el volumen de ventas de la Mac estuvo afectado por el volumen de ventas en expansión de la industria en general. La pequeña participación de Apple en el mercado, entonces, da la impresión de que había menos personas que usaban Mac's en los últimos años de la década de 2010 que diez años antes, cuando lo que ocurre es exactamente lo contrario.
Las ventas del iPhone y el iPad crecieron por lo que las ganancias de Apple mediante Macintosh disminuyeron en 2010, cayendo a un 24%, desde un 46% los dos años anteriores.

#### 2013-Actualidad
Apple logró convertirse en la primera empresa con un valor de mercado de USD 1 billón, cruzando un umbral numérico mundial. Su empresa tiene la economía número 16 del mundo y opera a una escala gigantesca. La combinación y creación de nuevos dispositivos permitió que aparatos electrónicos móviles como el iPad incluyeran un software incluso más potente que los modelos Macintosh de hace pocos años.
En los meses de abril, mayo y junio de 2018, Apple ha vendido un total de 4,4 millones de unidades Mac (portátiles y de escritorio). Así, se le atribuye un 7,1% de la cuota mundial de ordenadores, aumentando un 3% desde el año pasado.
El mundo de ventas de Apple no entra en el mismo juego que el de dispositivos de otras empresas como Windows debido a las diferencias de precios (siendo el Mac más barato de en torno a 1000 euros mientras que fácilmente se encuentra un dispositivo Windows por 500).
Los nuevos diseños de Mac siguen sorprendiendo, la última actualización de MacBook, una novedosa línea de portátiles sin ventilador, mantiene a Apple en sus rankings de ventas.